# Ladzianska kolej leśna
Ladzianska kolej leśna (słow. Ladzianska lesná železnica) – nieistniejąca, prywatna, wąskotorowa kolej leśna o rozstawie szyn 760 mm, funkcjonująca w latach 1914-1952 na terenie Słowacji (wówczas Czechosłowacji), w kraju bańskobystrzyckim, łącząca wieś Hontianske Tesáre (stacja styczna normalnotorowa na linii Zwoleń – Šahy) z Ladzanami i terenami leśnymi w Górach Szczawnickich na południe od Bańskiej Szczawnicy (końcową stacją był Záholik pod Sitnom).

## Historia
Linię wybudował właściciel dóbr ladziańskich, hrabia Alfrád Westfied. Początkowo łączyła Ladzany z Hontianskimi Tesarámi (8 km) i miała trakcję konną. W czasie I wojny światowej trasę wydłużono z Ladzian do Sokola (o 4 km) oraz z Sokola do Klastavy (o 5 km). Zaprowadzono wówczas trakcję parową. Przy budowie torowisk pracowali głównie więźniowie rosyjscy, serbscy i włoscy. Po I wojnie światowej przedłużono linię z Klastavy przez Dobrą Vodę do Záholíka pod Sitnom. Długość linii osiągnęła łącznie wtedy 36 km długości.
Kolej woziła drewno do przeładunku na wagony normalnotorowe do stacji Hontianske Tesáre (średnio 18.000 m³ na rok, a zatem około 50 m³ dziennie). Na trasie znajdowało się kilka drewnianych magazynów, przy których usytuowane były przystanki. Kolejne z nich to: Ladzany, Dva mosty, Klastava, Turečke i Záholík pod Sitnom. Oprócz drewna kolej przewoziła także żwir i kamień z Klastavy, gdzie zbudowano bocznicę do kamieniołomu. Podczas Słowackiego Powstania Narodowego partyzanci użytkowali kolej do transportu ludzi i sprzętu bojowego.
Kolejnymi właścicielami przedsiębiorstwa kolejowego byli: Alfréd Westfied, bracia Lukáčovci, Hypotečná banka Praha i bratysławska spółka komandytowa Peter Maxon a spol. ze współwłasnością Karola Bazika. W 1948 kolej została znacjonalizowana. W 1995 dokument Stan kolei leśnych wymieniał kolej Hontianske Tesáre - Záholík bez torowisk i infrastruktury. Wskazano w nim przybliżoną długość odcinka: 22-23 km.

## Trasa i tabor
Trasa została poprowadzona przez wymagający, górski teren, co wymagało wzniesienie wielu budowli inżynieryjnych, głównie mostów i przepustów, m.in. trzy mosty na potoku Klastávsko oraz dwa pomiędzy Ladzanami i Klastavą. Największy most znajdował się nad potokiem Štiavnička w pobliżu Hontianskich Tesárów. Kolej obsługiwała lokomotywa Orenstein & Koppel, która później została przekazana na Čiernovážską kolej leśną (Liptowski Gródek) i zastąpiona lokomotywą spalinową Rába, którą po likwidacji kolei Ladzianskiej w 1952 przekazano do Vígľaš.